# 科津 (比洛吉里亞區)
50°8′47″N 26°24′42″E / 50.14639°N 26.41167°E
科津（烏克蘭語：Козин），是烏克蘭西部的村莊，隸屬赫梅利尼茨基州的舍佩蒂夫卡區。該村面積0.11平方公里，海拔高度297米，2001年人口256。